# Arthur Omre
Arthur Omre, född Ole Arthur Antonisen den 17 december 1887 i Brunlanes, död 16 augusti 1967 i Porsgrunn, var en norsk författare, mest känd för den delvis självupplevda Smugglare (på svenska 1936) och uppföljaren Flykten (på svenska 1937), som båda introducerade nya teman i norsk litteratur. 

## Bakgrund
Omre växte upp i Ollebakken i Horten, efter att fadern hade flyttat dit på grund av sitt arbete i marinen. Omre tog middelskoleeksamen 1904 och provade därefter att arbeta som sjöman. År 1905 förliste han i Vita havet med lastfartyget Senator av Langesund. Besättningen plockades upp av en rysk bogserbåt och landsattes i Archangelsk. Omre anställdes tillsammans med sin kamrat Nils Svendsen av den svenske professorn och vetenskapsmannen Otto Ekstam som hjälppojkar på en botanisk expedition till Novaja Zemlja. Han följde med expeditionen vidare till Moskva och Stockholm innan han återvände till Horten. Han tog examen vid Horten ingeniørhøgskole 1908. Han arbetade på Rjukan, i Tyskland, i New York och sedan fyra år i Cleveland. Han återvände hem till Norge 1914 och fick arbete på Thenes mekaniske verkstad i Oslo (på den tiden hette staden Kristiania). Han gifte sig året därefter och startade en egen entreprenörfirma. Den gick i konkurs 1922, vilket blev inledningen till 12 års kriminell karriär.   
Omre fick flera domar; för smuggling, våld mot polisman, svindleri och stöld. År 1933 separerade han och föräldrarna tog ett annat efternamn för att markera distans till sonens liv.